# Сундук (гора, Камчатский край)
Сундук — гора в южной части полуострова Камчатка, находится возле горы Толстый мыс по левому борту долины реки Банной.
Расположена в 122 км от Петропавловска-Камчатского. Абсолютная высота составляет 1064 м.
Выходы лав горы Сундук представляют собой монолит с плосковершинной возвышенностью и крутыми стенками. Гора входит в цепь экструзивных куполов, впоследствии которые были названы кальдерой Карымшина. Возраст кальдеры Карымшина относится к среднеплейстоценовой эпохе.
Популярный туристический объект.